# Liste auf dem Evangelisch-Augsburgischen Friedhof in Warschau bestatteter Persönlichkeiten
Die Liste auf dem Evangelisch-Augsburgischen Friedhof in Warschau bestatteter Persönlichkeiten enthält Angaben zu bekannten Persönlichkeiten, deren Grabstellen sich auf dem Evangelisch-Augsburgischen Friedhof in Warschau befinden.

## Gräber
| Bild | Name                              | Beschreibung                                                                                              | Geburtsdatum | Sterbedatum | Grablage              |
| ---- | --------------------------------- | --- | ------------ | ----------- | --------------------- |
|      | Józef Banek                       | Gerechter unter den Völkern                                                                               | 1899         | 1989        |                       |
|      | Henryk Leopold Bartsch            | Evangelischer Geistlicher und Musiker                                                                     | 1832         | 1899        |                       |
|      | Witold Benedyktowicz              | Evangelischer Geistlicher und Universitätslehrer                                                          | 1921         | 1997        |                       |
|      | Franciszek Blechert               | Generalmajor                                                                                              | 1862         | 1921        |                       |
|      | Stanisław Brun                    | Unternehmer                                                                                               | 1830         | 1912        |                       |
|      | Juliusz Bursche                   | Evangelischer Bischof                                                                                     | 1862         | 1942        |                       |
|      | Theodor Bursche                   | Architekt                                                                                                 | 1893         | 1965        |                       |
|      | Małgorzata Braunek                | Schauspielerin                                                                                            | 1947         | 2014        |                       |
|      | Adolf Daab                        | Unternehmer und Stadtrat in Warschau                                                                      | 1872         | 1924        |                       |
|      | Ryszard Danielczyk                | Unternehmer                                                                                               | 1904         | 1943        |                       |
|      | Alfred Figaszewski                | Geistlicher der Evangelisch-Augsburgischen Kirche                                                         | 1924         | 2020        |                       |
|      | Władysław Findeisen               | Rektor der Technischen Universität Warschau                                                               | 1926         | 2023        |                       |
|      | Dawid Flamm                       | Frauenarzt                                                                                                | 1793         | 1876        | Allee 54, Grab Nr. 9  |
|      | Joanna Flatau                     | Psychiaterin                                                                                              | 1928         | 1999        |                       |
|      | Antoni Freyer                     | Apotheker                                                                                                 | 1845         | 1917        |                       |
|      | Jan Bogumił Freyer                | Arzt | 1778         | 1828        |                       |
|      | Jan Karol Freyer                  | Arzt | 1808         | 1867        |                       |
|      | Karl August Freyer                | Komponist                                                                                                 | 1801         | 1883        |                       |
|      | Andrzej Garlicki                  | Publizist und Hochschullehrer                                                                             | 1935         | 2013        |                       |
|      | Woldemar Gastpary                 | Rektor der Christlich-Theologischen Akademie in Warschau                                                  | 1908         | 1984        |                       |
|      | Jan Jakub Gay                     | Architekt                                                                                                 | 1801         | 1849        |                       |
|      | Gustaw Adolf Gebethner            | Buchhändler (Gebethner i Wolff)                                                                           | 1831         | 1901        |                       |
|      | Wojciech Gerson                   | Maler | 1831         | 1901        |                       |
|      | Jan Henryk Geysmer                | Industrieller und Gutsbesitzer                                                                            | 1780         | 1835        |                       |
|      | Kazimierz Granzow                 | Bauunternehmer und Ziegeleibesitzer (Kawęczyńskie Zakłady Cegielniane Kazimierza Granzowa)                | 1832         | 1912        |                       |
|      | Wanda Grodzieńska                 | Dichterin und Prosaschriftstellerin                                                                       | 1906         | 1966        |                       |
|      | Michael Gröll                     | Buchhändler und Verleger                                                                                  | 1722         | 1798        |                       |
|      | Blaise Haberbusch                 | Theaterkritiker                                                                                           | 1806         | 1861        |                       |
|      | Borys Halpert                     | Theaterleiter und Musiker                                                                                 | 1805         | 1878        |                       |
|      | Andrzej Hausbrandt                | Theaterkritiker                                                                                           | 1923         | 2004        |                       |
|      | Teodor Hertz                      | Komponist                                                                                                 | 1822         | 1884        |                       |
|      | Jan Kacper Heurich                | Architekt                                                                                                 | 1834         | 1887        |                       |
|      | Jakob Friedrich Hoffmann          | Arzt, Apotheker und Botaniker                                                                             | 1758         | 1830        |                       |
|      | Henryk Fryderyk Hoyer             | Mediziner und Hochschullehrer                                                                             | 1834         | 1907        |                       |
|      | Stanisław Janicki (Politiker)     | Politiker, Minister                                                                                       | 1872         | 1939        |                       |
|      | Herman Jung                       | Bierbrauer, Unternehmer (Warszawskie Towarzystwo Akcyjne Wyrobu Piwa „Herman Jung”)                       | 1818         | 1890        |                       |
|      | Edward Jürgens                    | Freiheitskämpfer                                                                                          | 1824         | 1863        |                       |
|      | Jerzy Kahané                      | Geistlicher der Evangelisch-Augsburgischen Kirche und polnischer Aktivist                                 | 1901         | 1941        |                       |
|      | Jan Chrystian Kamsetzer           | Hofarchitekt                                                                                              | 1753         | 1795        |                       |
|      | Henryk Klawe                      | Apotheker                                                                                                 | 1832         | 1926        |                       |
|      | Edward Kłosiński                  | Kameramann                                                                                                | 1943         | 2008        |                       |
|      | Jan Koelichen                     | Offizier und Neurologe                                                                                    | 1871         | 1952        |                       |
|      | Piotr Königsfels                  | Kommandant des Königlichen Pagenregimentes                                                                |              | 1799        |                       |
|      | Tadeusz Kotula                    | Historiker                                                                                                | 1923         | 2007        |                       |
|      | Gabriela Kownacka                 | Schauspielerin                                                                                            | 1952         | 2010        |                       |
|      | Zygmunt Kuźwa                     | Lutherischer Theologe und Widerstandskämpfer                                                              | 1904         | 1944        |                       |
|      | Henryk Liefeldt                   | Rennfahrer                                                                                                | 1894         | 1937        | Allee 14, Grab Nr. 32 |
|      | Samuel Bogumił Linde              | Sprachwissenschaftler                                                                                     | 1771         | 1847        |                       |
|      | Marek Leykam                      | Architekt                                                                                                 | 1908         | 1983        |                       |
|      | Jan Loth                          | Fußballtorhüter                                                                                           | 1830         | 1933        |                       |
|      | Stefan Loth                       | Fußballspieler, Nationaltrainer und Offizer                                                               | 1896         | 1936        |                       |
|      | Lech Ludwik Madaliński            | Schauspieler                                                                                              | 1900         | 1973        |                       |
|      | Jan Fryderyk Wilhelm Malcz        | Arzt | 1795         | 1852        |                       |
|      | Karol Henryk Martens              | Ingenieur                                                                                                 | 1868         | 1948        |                       |
|      | Zygmunt Michelis                  | Evangelisch-lutherischer Geistlicher                                                                      | 1890         | 1977        |                       |
|      | Janusz Narzyński                  | Bischof der Evangelisch-Augsburgischen Kirche                                                             | 1928         | 2020        |                       |
|      | Ludwig Adolf Neugebauer           | Frauenarzt                                                                                                | 1821         | 1890        |                       |
|      | Franciszek Ludwik Neugebauer      | Frauenarzt                                                                                                | 1856         | 1914        |                       |
|      | Joanna Neybaur                    | Philanthropin, „Mutter der Waisen“                                                                        | 1802         | 1885        |                       |
|      | Jan Bogusław Niemczyk             | Theologe und Hochschullehrer                                                                              | 1926         | 1990        |                       |
|      | Leopold Otto                      | Lutherischer Theologe                                                                                     | 1819         | 1881        |                       |
|      | Adam Pilch                        | Geistlicher der evangelisch-lutherischen Kirche und Offizier                                              | 1965         | 2010        |                       |
|      | Jan Precigs                       | Operettensänger                                                                                           | 1921         | 2003        |                       |
|      | Jan Rosen                         | Maler | 1854         | 1936        |                       |
|      | Jan Rossmann                      | Ingenieur und Offizier der Polnischen Heimatarmee                                                         | 1862         | 2003        |                       |
|      | Stanisław Rotwand                 | Industrieller                                                                                             | 1839         | 1916        |                       |
|      | Konstanty Schiele                 | Bierbrauer (Haberbusch i Schiele)                                                                         | 1893         | 1866        |                       |
|      | Adolf Schimmelpfennig (Architekt) | Architekt                                                                                                 | 1834         | 1896        |                       |
|      | Adolf Scholtze                    | Chemie-Unternehmer (Akcyjne Towarzystwo Zakładów Chemicznych i Huty Szklanej "Kijewski, Scholtze i S-ka") | 1833         | 1914        |                       |
|      | Johann Adolf Schroeder            | Arzt | 1789         | 1860        |                       |
|      | Gustav Adolph Sennewald           | Verlagsbuchhändler                                                                                        | 1804         | 1860        |                       |
|      | Emil Sokal                        | Ingenieur                                                                                                 | 1851         | 1928        |                       |
|      | Franciszek Sokal                  | Minister                                                                                                  | 1881         | 1932        |                       |
|      | Ludwik Spiess                     | Chemie-Unternehmer (Przemysłowo-Handlowe Zakłady Chemiczne Ludwik Spiess i Syn S.A.)                      | 1820         | 1896        |                       |
|      | Jan Sunderland                    | Lichtbildner und Kunstkritiker                                                                            | 1891         | 1979        |                       |
|      | Michał Szubert                    | Botaniker                                                                                                 | 1787         | 1860        |                       |
|      | Johann Christian Schuch           | Hofgärtner                                                                                                | 1752         | 1813        |                       |
|      | Wiktor Szeliński                  | Pfadfinder und Angehöriger der Polnischen Heimatarmee                                                     | 1921         | 1984        |                       |
|      | Jan Szeruda                       | Bischof der Evangelisch-Augsburgischen Kirche                                                             | 1889         | 1962        |                       |
|      | Jan Maciej Hipolit Szwarce        | Aufständischer                                                                                            | 1811         | 1884        |                       |
|      | Ryszard Trenkler                  | Pfarrer der Dreifaltigkeitskirche                                                                         | 1912         | 1993        |                       |
|      | Wilhelm Troszel                   | Opernsänger und Komponist                                                                                 | 1823         | 1887        |                       |
|      | Jan Krystian Ulrich               | Gartenarchitekt (Zakłady Ogrodnicze „C. Ulrich“)                                                          | 1809         | 1881        |                       |
|      | Zygmunt Vogel                     | Maler, Zeichner, Architekt                                                                                | 1764         | 1826        |                       |
|      | Jan Walter (Geistlicher)          | Evangelischer Geistlicher                                                                                 | 1934         | 1995        |                       |
|      | Emil Wedel                        | Unternehmer (E. Wedel)                                                                                    | 1839         | 1919        |                       |
|      | Edward Wende                      | Verlagsbuchhändler                                                                                        | 1830         | 1914        |                       |
|      | Edward Wende                      | Evangelischer Geistlicher                                                                                 | 1874         | 1949        |                       |
|      | Edward Wende                      | Rechtsanwalt, Politiker                                                                                   | 1936         | 2002        |                       |
|      | Bogdan Wnętrzewski                | Architekt, Insasse von Auschwitz-Birkenau                                                                 | 1919         | 2007        |                       |
|      | Wiesław Wernic                    | Schriftsteller                                                                                            | 1906         | 1986        |                       |
|      | Michalina Wisłocka                | Sexologin                                                                                                 | 1921         | 2005        |                       |
|      | Simon Gottlieb Zug                | Architekt                                                                                                 | 1733         | 1807        |                       |